# U-Bahnhof Río de Janeiro

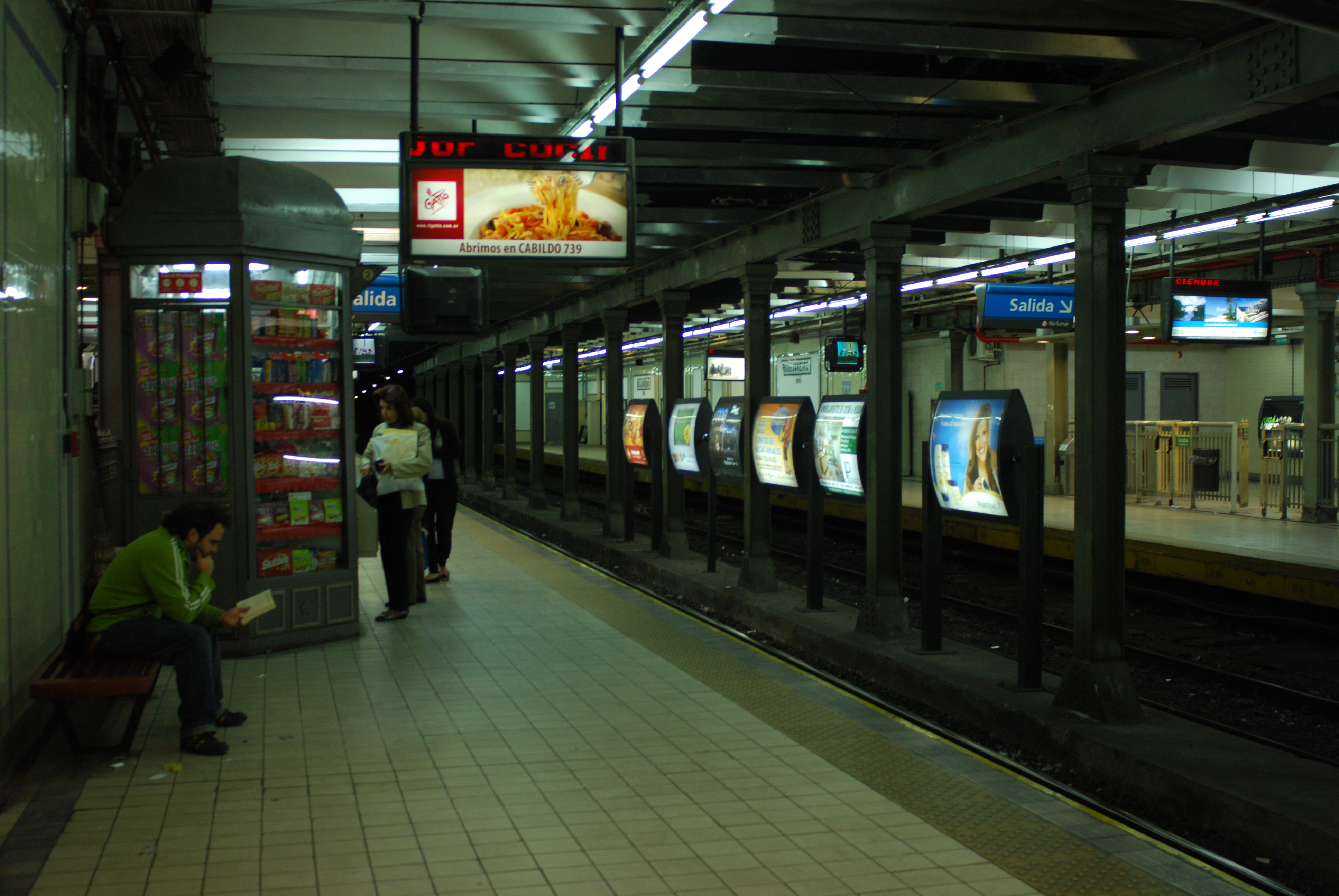
Blick auf den südlichen Bahnsteig des U-Bahnhofes

Der U-Bahnhof Río de Janeiro ist eine Station der Linie A der Subterráneos de Buenos Aires und ist Teil des Abschnittes Plaza Miserere–Río de Janeiro, der am 1. April 1914 als Verlängerung eröffnet wurde. Der U-Bahnhof befindet sich unterhalb der Avenida Rivadavia zwischen den Straßen Calle Río de Janeiro / Calle Senillosa und der Avenida La Plata. Der Bahnhof ist nach der nahegelegenen Straße Rio de Janeiro benannt.
Wie auch die anderen Bahnhöfe der Strecke erhielt er zwei Seitenbahnsteige. Als Kennfarbe für das Bahnhofsmobiliar, die Säulen und Zierleisten wurde ein Dunkelgrau gewählt. Die Wände sind weiß / beige gefliest. Endstation blieb der Bahnhof nur wenige Wochen, nachdem am 14. Juli 1914 die Strecke bis zum U-Bahnhof Caballito (heute Primera Junta) verlängert wurde.

## Anbindung
Am U-Bahnhof bestehen Umsteigemöglichkeit zu zahlreichen Bussen (colectivos).
| Linie | Verlauf |
| ----- | --- |
|       | Plaza de Mayo – Perú – Piedras – Lima – Sáenz Peña – Congreso – Pasco – Alberti – Plaza Miserere – Loria – Castro Barros – Río de Janeiro – Acoyte – Primera Junta – Puán – Carabobo – San José de Flores – San Pedrito |